# Ronjpelana browni
Ronjpelana browni är en insektsart som beskrevs av Young 1986. Ronjpelana browni ingår i släktet Ronjpelana och familjen dvärgstritar. Inga underarter finns listade i Catalogue of Life.